# Amerikanska Jungfruöarnas flagga
Amerikanska Jungfruöarnas flagga består av en örn, som är USA:s nationalfågel, på en vit bakgrund. Örnen har en lagerkvist i ena klon som symboliserar seger och tre pilar i den andra som representerar öarna Saint Croix, Saint Thomas och Saint John. På örnens bröst syns USA:s emblem. På vardera sida om örnen syns bokstäverna V och I som står för Jungfruöarnas amerikanska namn, Virgin Islands.
Flaggan ritades av Percival Wilson Sparks på uppmaning av guvernören amiral Summer Ely Whitmore Kitelle och antogs officiellt 17 maj 1921.